# SN 1996bx
SN 1996bx – supernowa typu Ic odkryta 18 listopada 1996 roku w galaktyce A035916-5322. W momencie odkrycia miała maksymalną jasność 19,20m.